# Hannah Williams (Sängerin)
Hannah Williams (* in High Wycombe, Buckinghamshire, England) ist eine britische Funk- und Soul-Sängerin.

## Leben
Williams wuchs in einem musikalischen Haushalt auf. Ihr Vater war Priester und begeisterter Musiker, ihre Mutter brachte sie mit sechs Jahren zum Kirchenchor, wo sie Noten lesen lernte, bevor sie Texte lesen konnte. Als Kind wollte sie Opernsängerin werden, wandte sich dann aber Folk, Jazz und Rock zu, um schließlich beim Soul zu landen.
Williams studierte an der University of Winchester Musiktheater und arbeitete dort auch als Creative Director der „Foundation Music“. Mit ihrer Band „The Tastemakers“ veröffentlichte sie 2012 ihr Debütalbum A Hill of Feathers.
2017 folgte das Album Late Nights & Heartbreak, ihre Band hieß jetzt „The Affirmations“. Der Titelsong Late Nights & Heartbreak wurde 2017 von Jay-Z im Song 4:44 auf dem Album gleichen namens gesampelt. Dadurch erlangte Hannah Williams weltweite Aufmerksamkeit. Es folgten ausgedehnte Tourneen.
2019 erschien das dritte Album 50 Foot Woman.

## Diskografie
- 2012: A Hill of Feathers – Hanna Williams & The Tastemakers
- 2016: Late Nights & Heartbreak – Hannah Williams & The Affirmations
- 2019: 50 Foot Woman – Hannah Williams & The Affirmations